# Miguel Bernal Matus
Miguel Bernal Matus (Ciudad de México, 1931 - Ciudad de México, 5 de junio de 2020) fue un concertista, recitalista, director y fundador de orquestas mexicano. Fue uno de los más versátiles directores de orquesta que México ha producido. Su preparación y trabajo han dado origen a un verdadero movimiento musical que recibe el apoyo y reconocimiento no sólo de la crítica en México, sino también de algunos países de América y Europa.
Su labor incluye la formación de músicos profesionales del más alto nivel, que fortalecen el cuerpo artístico de las principales Orquestas Sinfónicas y de Cámara de México.
Desde muy temprana edad destacó por su elevada expresividad como violinista, siendo considerado como una de las grandes esperanzas del medio musical mexicano. En su exhaustivo trabajo cuenta con la formación de diversas instituciones musicales, destacándose la Orquesta de Cámara de la Ciudad de México, A.C. (1968) y la Orquesta Sinfónica de Coyoacán (1984), que dirigió durante 17 años. Su preocupación por difundir la cultura musical lo ha hecho crear un público entusiasta en el que también se cuentan niños y jóvenes a los que ha dedicado sus conciertos didácticos, recibiendo reconocimientos de la prensa nacional y extranjera.
Fue uno de los más destacados estudiantes del Conservatorio Nacional de Música, lo que le valió, a pesar de su juventud, ganar el concurso para ocupar la plaza de repetidor concertista y subdirector de la Orquesta Sinfónica de Jalapa. También se ha ganado los cargos de director de la Escuela de Bellas Artes de Morelia, Michoacán; fundador y director de la Orquesta de Cámara de la Universidad Autónoma de Puebla; fundador, director y catedrático de la Orquesta de Cámara de la Casa del Lago de la UNAM; catedrático de diferentes dependencias del INBA y fundador de la Asociación de Concertistas Mexicanos.

## Reconocimientos
- Trofeo de Plata de la Opera and Music Magazine, de Miami, Florida.
- Nombramiento de académico de número de la Legión de Honor Nacional.
- Miembro de la Academia de Bellas Artes.
- Socio Honorario del Instituto Cultural Domecq.
- Medalla de Oro Wolfgang Amadeus Mozart 1993, en el grado de Excelencia.
- 1996
  - Socio Honorario de la Benemérita Sociedad Mexicana de Geografía y Estadística.
- 1996
  - Homenaje Público por los Consejeros Ciudadanos en Coyoacán
- 1997
  - Homenaje por la Universidad Nezahualcóyotl
- 2000
  - Reconocimiento del Club Rotario de México.
  - Homenaje de la Asociación de Residentes del Barrio de la Concepción y Colonias de Coyoacán, A.C.
  - Homenaje del Patronato de la Orquesta Sinfónica de Coyoacán, A.C.
- 2002
  - Reconocimiento del Instituto Cultural Mexicano-Libanés, A.C.
  - Reconocimiento de la Asociación Musical Kalman IMKE, del estudio Coral Mesina
  - Reconocimiento de la Academia de Música de la Sociedad Mexicana de Geografía y Estadística, A.C
  - El 12 de febrero de 2008 la Legión de Honor Nacional le otorgó la Gran Cruz de Honor en reconocimiento a sus altos méritos.
  - Por su trayectoria, el Club de Leones de la Ciudad de México realizó un importante homenaje en su honor el 11 de marzo de 2009.
  - El 17 de noviembre de 2010 el Consejo de Honor de la Academia Nacional, A.C., le confirió la “Gran Orden de la Reforma en Rango de Honor y en Rango de Collar.
  - En 2013 recibió la Medalla al Mérito en Ciencias, las Artes, Ejecución Musical y Artística 2012 por la Asamblea Legislativa del Distrito Federal.[3]